# Mammillaria zephyranthoides
Mammillaria zephyranthoides är en kaktusväxtart som beskrevs av Michael Joseph François Scheidweiler. Mammillaria zephyranthoides ingår i släktet Mammillaria och familjen kaktusväxter.

## Underarter
Arten delas in i följande underarter:
- M. z. heidiae
- M. z. zephyranthoides

## Bildgalleri

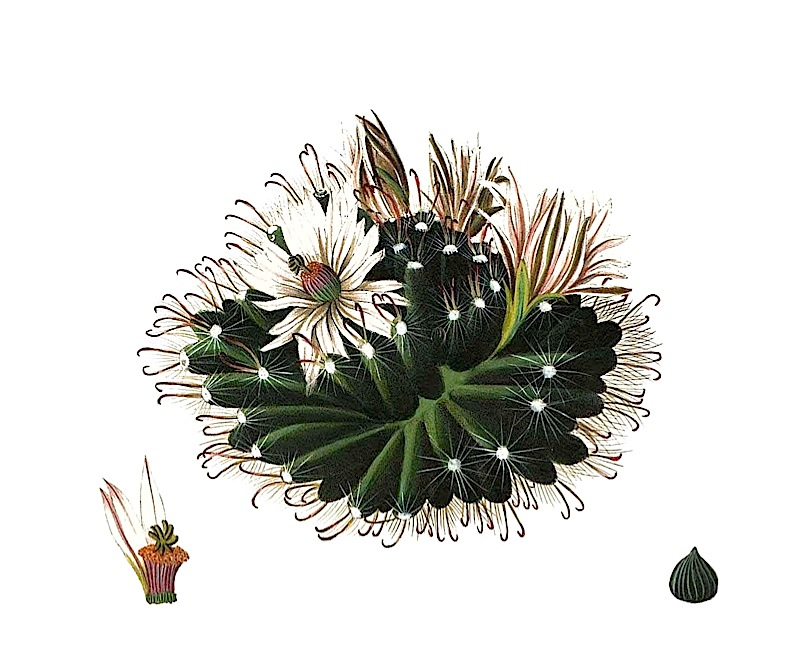
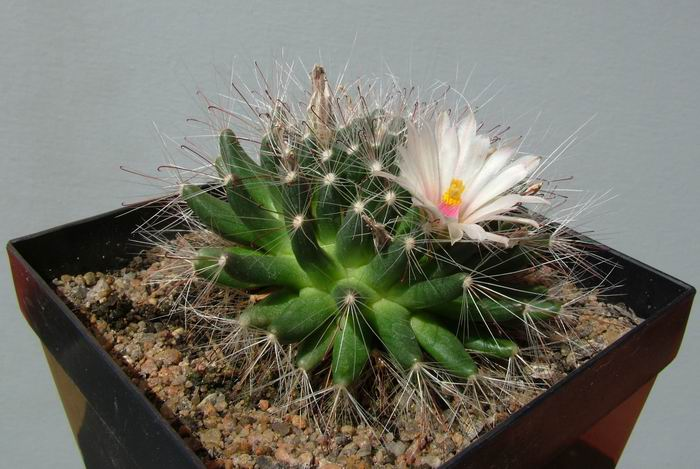